# Koutu (Nouvelle-Zélande)
Koutu  est une banlieue de la cité de Rotorua dans la région de la baie de l’Abondance dans le nord de l’Île du Nord de la Nouvelle-Zélande.

## Situation
Elle est localisée sur les berges au sud-ouest du lac Rotorua.

## Caractéristiques
La banlieue a 2 marae. 
- Le marae nommé «Koutu ou Karenga» avec sa maison de rencontre nommée «Tumahaurangi» est le lieu de rassemblement des Ngāti Whakaue de l’hapū  des Ngāti Karenga (en).
- Le marae nommé «Taharangi»  et sa maison de rencontre nommée: «Maruahangaroa» est le lieu de rassemblement des Ngāti Kea Ngāti Tuarā (en) et des Ngāti Whakaue de l’hapū des Ngāti Taharangi (en)[2],[3].

## Démographie
La localité de Koutu avait une population de 2 094 habitants lors du recensement de 2018 en Nouvelle-Zélande, en augmentation de 264 personnes (14,4 %) depuis le recensement de 2013 de Nouvelle-Zélande, et en augmentation de 246 personnes (soit 13,3 %) depuis le recensement de 2006. 
Il y avait 639 logements. 
Il y avait 1 035 hommes et 1 059 femmes, donnant un sexe-ratio de 0,98 homme pour une femme. 
L’âge médian était de 30,2 ans (comparé avec les 37,4 ans au niveau national), avec 543 personnes (25,9 %) âgées de moins de 15 ans, 498 personnes (23,8 %) âgées de 15 à 29 ans, 828 personnes ( soit 39,5 %) âgées de 30 à 64 ans, et 222 personnes (soit 10,6 %) âgées de 65 ans ou plus.
L’ethnicité était pour 40,3 % européens/Pākehā, 72,3 % Māori, 8,9 % personnes du Pacifique, 5,7 % asiatiques, et  0,7 % d’une autre ethnicité (le total peut faire plus de 100% dans la mesure où certaines personnes peuvent s’identifier de multiples ethnies).
La proportion de personnes nées outre-mer était de 10,2 %, comparée avec les 27,1 % au niveau national.
Bien que certaines personnes objectent à donner leur religion, 44,1 % n’avaient aucune religion, 39,1 % étaient chrétiens, 0,7 % étaient hindouistes, 0,4 % étaient bouddhistes et 8,3 %  avaient une autre religion.
Parmi ceux de moins de 15 ans d’âge, 219 personnes (14,1 %) avaient un niveau licence ou un degré supérieure et 294 personnes (soit 19,0 %) n’avaient aucune qualification formelle. 
Les revenus médians étaient de 23 500 $, comparés avec 31 800 $ au niveau national. 
Le statut d’emploi de ceux d’au moins 15 ans était pour 669 personnes (soit 43.1%)  un emploi à temps complet, pour 252 personnes (soit 16,2 %) un emploi à temps partiel et 156 personnes (soit 10,1 %) étaient sans emploi .